# 康延铁路
康延鐵路從中國北京市延庆区康莊鎮京包铁路康莊站东侧分岔，通往延慶鎮延慶站的地方鐵路，長12千米，单线未电气化，中间没有其他车站。线路最初为县办货运专用线，1978年开工，1983年11月20日建成通车，最初仅通行3辆编组货车，1994年增加到10辆。由于货运量低，康延支线2003年停用。
2008年北京奥运会前的8月6日，康延铁路重新投入使用，以开行市郊铁路S2线客运列车，列车经由新建的康延联络线由延庆直接去往北京方向，而不进入康庄站。